# Mörkbröstad taggstjärt
Mörkbröstad taggstjärt (Synallaxis albigularis) är en fågel i familjen ugnfåglar inom ordningen tättingar.

## Utseende och läte
Mörkbröstad taggstjärt är en vackert tecknad medlem av släktet. Fjäderdräkten är grå med kastanjebrunt på hjässa och skuldrorna. På strupen syns en svart fläcl som är inramad av ett vitt "V". Sången består av ett vasst "pik" som omedelbart följs av en skallrig och snabb drill.

## Utbredning och systematik
Mörkbröstad taggstjärt delas in i två underarter med följande utbredning:
- Synallaxis albigularis rodolphei – förekommer i södra Colombia
- Synallaxis albigularis albigularis – förekommer från sydöstra Colombia till östra Ecuador, östra Peru och västra Amazonas Brasilien

## Levnadssätt
Mörkbröstad taggstjärt hittas i igenvuxna betesmarker, snåriga gläntor och täta buskage på unga flodöar, men undviker ren skog. Den är vanligen svår att få syn på utom när den aktivt försvarar sitt revir.

## Status och hot
Arten har ett stort utbredningsområde och tros öka i antal. Internationella naturvårdsunionen IUCN listar den därför som livskraftig (LC).